# 啟德橋
啟德橋（英語：Kai Tak Bridge），是香港橋樑之一，屬於行車道路啟德橋道（英語：Kai Tak Bridge Road）的一部分；前身為啟德機場最後期加建、上跨啟德明渠進口道的「啟德第三滑行道橋」（英語：Kai Tak Taxiway Bridge No.3），於1993年8月15日建成啟用，機場關閉後曾一度荒廢，至2013年東半部改建後，成為行人、車輛兩用橋，而另一半橋面亦在2015-2019年間改建。在承豐道與承啟道連接路段通車前，啟德橋是接駁市區與啟德郵輪碼頭的唯一通道。

## 歷史
由於原啟德機場的航班升降量一直增加，為了在新機場啟用前應付客、貨運需求，政府在1991年清拆靠近九龍灣的啟福臨時房屋區，以興建南停機坪，同時興建第三滑行道橋，以接駁機場既有的滑行道。當中，此橋於1992年動工，翌年8月15日交付及投入運作；整項工程由香港寶嘉建築（時稱法國寶嘉建築）承建，總價1.05億港元。
在1998年7月6日啟德機場關閉後，第三滑行道橋連同機場一併被荒廢。及後，在跑道末端的臨時高爾夫球場仍在使用的時候，此橋曾一度成為高球場的臨時出入通道。而在啟德郵輪碼頭於2010年開始興建後，政府開始改建此橋東半部分為行人、車輛兩用橋樑，並連同臨時的承豐道成為碼頭的出入通道，重新命名為「啟德橋」。整項改建工程耗資5.4億港元，於2012年9月完工，並於2013年5月18日通車。
及後，為配合跑道住宅區的開發，政府亦在2015年初將啟德橋西半部分改建，已在2019年尾完成，並隨著永久的承豐道建成，在同年12月30日起啟用。因此，此橋由單線雙程行車，改為雙線雙程行車，同時啟德橋的引道亦略作延伸，全段於2021年6月正式獲刊憲命名爲「啟德橋道」。

## 建築
啟德橋由六組橋墩支撐，其承重量可達兩架波音747型客機的重量。而在改建前，由於橋面僅供飛機及地勤車輛使用，故並無安裝護欄，亦無預留管線通過的條件。在啟德橋的改建工程中，供人車使用的橋面被加高，以提供空間予啟德發展區區域供冷系統及其他公用管線通過，並提供一條符合安全標準的道路；但最後僅後兩項工程完成，而供冷系統在更改走線後未有使用預留空間。道路兩端連駁九龍灣承昌道與承豐道，在承豐道北端局部通車前，為進出郵輪碼頭的唯一通道。